# CZ 75 P-01半自動手槍
CZ 75 P-01（英語：CZ 75 P-01）是一款由捷克槍械製造商烏爾斯基·布羅德兵工廠所設計及生產的半自動手槍，是CZ 75手槍的緊湊及铝合金底把型，該槍還將手動保險修改為待擊解脫桿（英語：Decocking lever），主要發射9×19毫米和.40 S&W這兩種口徑的手枪子彈。

## 歷史
捷克CZ公司以其出色的產品在國際輕武器市場上享有很高的聲譽，其手槍領域的代表作CZ 75半自動手槍於1975年一經推出，立即好評如潮，成為手槍中的經典，各國仿製品也層出不窮。CZ公司同樣利用產品影響力，推出該槍的諸多衍生型號，如CZ 75B、CZ 75緊湊型、CZ-75PCR警用緊湊型、CZ 75BSA以至本文的CZ 75 P-01等數十個型號，儼然自成體系。

## 設計細節
P-01手槍的定位就是為執行機構提供的緊湊型CZ 75，捷克警察以3年時間測試和試用該槍後，2001年開始成為捷克警察的製槍手槍。該型號也是少數經過廣泛測試，未經改進就直接獲得北約認證的手槍之一，其北约库藏编号（NSN）為1005-16-000-8619。
P-01手槍作為老款經典手槍的發展型，可以看作CZ 75手槍採用铝合金底把（套筒座）以減輕重量的緊湊型版本。在設計上既有承襲，也有許多突破。
至於手槍的拆解，掌握其套筒和槍身接合方式的使用者，在熟悉過幾次後就能迅速地將套筒拉出取下。具體而言，向後拉動套筒至某一位置，之後向下旋轉槍身分解桿，從套筒座上取下套筒，然後再從套筒座中取下槍管及復進簧組件即可。拆解該槍無需藉助任何工具。
由於採用了較低的槍膛軸線、指向良好的握把角度設計，射擊時後坐力比較容易控制。此外，良好的人機工效設計使射擊時單手即可完成所有控制操作。

### 套筒
P-01手槍的套筒比CZ 75手槍的略厚，操作時會更易於掌握和控制。底把（套筒座）由全铝合金結構打造，其與套筒配合的方式沿襲了CZ公司其他手槍相同的設計特色：不如[格洛克或M1911手槍那樣在大多數情況下，由套筒「騎」在套筒座外側的滑軌上，使兩者匹配在一起；而是套筒下部「嵌」在套筒座內部的滑軌上。據CZ公司所稱，這樣的套筒、套筒座配合方式使套筒的往複運動更為平滑，部件製造時的公差也更易控制，而且手握持射擊時不必擔心後坐的滑套邊緣會劃傷虎口部位，同時也可使握持部位儘量上移，從而儘量減小射擊時的槍口上揚，對提高射擊的準確性大有好處；但同樣，其缺點則是在手動操作套筒時，必須施力在合適的部位，否則會被套筒座上部擠傷。
此外，在後部兩側各設計了十數條防滑棱。握把後部上方呈獺尾狀並略向上翹，可與使用者的手掌虎口緊密貼合，同時便於控制射擊時的後座力。
P-01手槍亦在套筒座前端的防塵蓋底部整合有皮卡汀尼導軌，其上可安裝戰術燈和雷射瞄準器。

### 握把
P-01手槍的握把與一般金屬底把手槍相若，都是以螺釘裝上兩片式握把護板。手槍握把的前後兩側都裝飾有漂亮的雕花方格紋，而左右兩側則用普通的礫石啞光紋裝飾，使槍握在手中給人一種非常牢靠的感覺，不會讓人擔心滑脫。握把採用河狸尾造型，可以幫助射手在射擊時以最舒適的姿勢、在最合適的位置、更牢固地握住槍支。

### 待擊鎖定
P-01手槍沿襲了此前的CZ 75系列手槍的「待擊鎖定」功能，該槍之所以能吸引大量支持者的一個重要特性就是具備這一重點般的設計。具體而言，膛室中裝有子彈時，即可將擊錘扳至待擊位置，並鎖上保險，然後裝入槍套中攜行，遇至突發情況時，拔出手槍，順勢用拇指解除保險，扣動扳機即可射擊。

### 夜間瞄準裝置
P-01手槍的瞄具與CZ 75系列的標準樣式相同，為傳統CZ 75系列其他手槍的三點式氚光源夜視瞄準具，因此習慣使用其他CZ 75系列手槍（P-07和P-09除外）的使用者可即時得心應手。
其準星為前低後高的楔形；照門可輕鬆調整風偏，進行高低調整則需要更換不同高度的準星。
與大多數CZ 75手槍一樣，P-01手槍的照門與準星在出廠前已經過廠家精心調試，到手後無需額外調整即可使用。

## 衍生型
CZ 75 SP-01
CZ 75 SP-01是CZ 75 P-01的全尺寸及全鋼結構型。
CZ 75 P-06
CZ 75 P-06是CZ 75 P-01的.40 S&W口徑版本，10發可拆卸式鋼製雙排彈匣供彈。
CZ 75 P-01歐米茄扳機型
CZ 75 P-01歐米茄扳機型的扳機內部機構更為簡化，扳機行程縮短，扳機操作性能更為流暢，可與西格&紹爾的雙動操作扳機系統相媲美。
CZ 75 P-01城市灰色消聲器準備型
CZ 75 P-01城市灰色消聲器準備型是灰色槍身、具有可裝上消聲器的螺紋槍管以及相應的加高機械瞄具的型號。

## 資料來源
1. ↑   (新闻稿). 2003-02-01  [2016-10-22]. （原始内容存档于2009-02-17）.

## 外部連結
- （英文）—CZ-USA Official Website—
  - CZ P-01（页面存档备份，存于）
  - CZ P-01 Ω Convertible (Omega)（页面存档备份，存于）
  - CZ P-01 Ω Urban Grey Suppressor-Ready (Omega)（页面存档备份，存于）
  - CZ P-06（页面存档备份，存于）
- （英文）—CZ Official Website—CZ 75 P-01 Ω
- （英文）—Modern Firearms—CZ 75 pistol（页面存档备份，存于）
- （英文）—The Firearm Blog.com—
  - Weekend Photo: Best of Both Worlds（页面存档备份，存于）
  - CZ Urban Grey Suppressor Ready Series（页面存档备份，存于）
- （英文）—The Truth About Guns.com—
  - Gun Review: CZUB CZ 75 P-01 9mm（页面存档备份，存于）
  - Gun Review: CZ 75 P-01. Take Two.（页面存档备份，存于）
- （英文）—Handguns Magazine.com—CZ-USA P-01（页面存档备份，存于）
- （英文）—Personal Defense World.com—25 Proven and Popular Concealed Carry Handguns（页面存档备份，存于）
- （简体中文）—D Boy Gun World（槍炮世界）—CZ 75 P-01手枪（页面存档备份，存于）
  - CZ 75 D Compact手枪（页面存档备份，存于）